# Czerpak (żeglarstwo)
Czerpak - narzędzie używane na żaglówkach służące do wybierania, wody która dostała się do kokpitu. Dawniej wykonywany był z drewna - zazwyczaj posiadał kształt zbliżony do prostopadłościennego z jedną ścianką wygięta w łuk dla ułatwiania nabierania wody, dodatkowo posiadał rączkę. Obecnie częściej spotyka się czerpaki wykonane z elastycznych tworzyw sztucznych oraz improwizowane czerpaki z przeciętych plastikowych butelek po napojach. Te ostatnie nie mają jednak zalety dwóch pierwszych - po wypadnięciu za burtę toną i zanieczyszczają środowisko. Na niewielkich jachtach regatowych zamiast czerpaków powszechnie stosuje się  pompki denne, których działanie opiera się na różnicy ciśnień wody w kadłubie i płynącej pod nim.  Na większych jachtach za usuwanie wody z wnętrza kadłuba odpowiada pompa zęzowa.